# Scarus globiceps
Espèce
Statut de conservation UICN

 LC  : Préoccupation mineure
Scarus globiceps est une espèce de poissons-perroquets tropicaux, de la famille des Scaridae.